# Marek Kopecký
Marek Kopecký (19 febbraio 1977) è un allenatore di calcio a 5, ex giocatore di calcio a 5 ed ex calciatore ceco.

## Carriera
Già calciatore professionista – con il České Budějovice giocò 39 partite nella massima serie ceca – Kopecký si è accostato al calcio a 5 tardivamente, adattandosi tuttavia con facilità al campo piccolo. Entrato fin da subito nel giro della nazionale ceca, ha disputato quattro campionati europei e due Coppe del Mondo. Kopecký si è ritirato al termine della stagione 2013-2014, iniziando immediatamente ad allenare. Parallelamente all'attività di club, è stato per diversi anni il commissario tecnico della selezione Under-21 della Repubblica Ceca. Nel luglio del 2019 viene nominato allenatore del Plzeň. Il 1° gennaio 2024 Kopecký assume il ruolo di commissario tecnico della Rep. Ceca; in virtù di una deroga federale,  gli viene concesso di portare a termine la stagione 2023-24 con il Plzeň.

## Palmarès

### Giocatore
- Campionato ceco: 7
Era-Pack Chrudim: 2004-2005, 2006-2007, 2007-2008, 2008-2009, 2009-2010, 2012-2013, 2013-2014
- Coppa della Repubblica Ceca: 5
Era-Pack Chrudim: 2004-2005, 2007-2008, 2008-2009, 2009-2010, 2012-2013

### Allenatore
- Campionato ceco: 3
Plzeň: 2020-2021, 2022-2023, 2023-2024